# Franz Fischer (Musiker)
Franz von Fischer (* 29. Juli 1849 in München; † 8. Juni 1918 ebenda) war ein deutscher Cellist und Dirigent.

## Leben
Fischer begann als Neunjähriger mit Klavierunterricht, wandte sich aber bald dem Cello zu und nahm ab 1860 am Konservatorium in München Unterricht bei dem Solocellisten Hippolyt Müller und Barraga in Harmonielehre. Schon 1861 trat
er zum ersten Mal als Cellist auf. 1870 wurde er von Hans Richter für drei Jahre als Solocellist am Nationaltheater in Pest engagiert; hier lernte er seine spätere
Frau Miczi Környei kennen. 1875 wurde er von Hans Richter nach Bayreuth vermittelt, wo ihn Richard Wagner zwei Jahre als Solorepetitor beschäftigte und sehr schätzen lernte, so dass er bereits 1876 als Chordirigent an der Uraufführung von dessen Ring des Nibelungen mitwirken
konnte. Im Frühjahr 1877 nahm ihn Wagner sogar nach London mit. Von November 1877 bis 1880 war er Kapellmeister am Nationaltheater Mannheim, wo er sich besonders als Dirigent von Wagners Opern einen Namen machte, so dass er im Dezember 1880 auf
Empfehlung von Wagner als Kapellmeister an die Münchener Hofoper berufen und schon zwei Jahre später zum Hofkapellmeister ernannt wurde. In den Jahren 1882, 1883, 1884 und 1899 dirigierte er im Wechsel mit Hermann Levi die Aufführungen von Wagners Parsifal in Bayreuth. 1888 dirigierte er die posthume Uraufführung von dessen früher Oper Die Feen, wobei es allerdings zu einem Konflikt mit dem viel jüngeren 3. Kapellmeister Richard Strauss kam, der sämtliche Proben geleitet hatte und sich betrogen fühlte.
Neben seiner unermüdlichen Tätigkeit als Operndirigent am Hoftheater, wo er häufig für verhinderte Kollegen einsprang, leitete er ab 1883 fast 30 Jahre lang immer wieder die berühmten Odeonskonzerte der „Musikalischen Akademie“, 1888 bis 1892 ganz allein, ansonsten meistens die großen Chorkonzerte. Als Höhepunkt seiner Karriere dirigierte er das Festkonzert zum 100-jährigen Jubiläum der „Musikalischen Akademie“ am 6. Dezember 1911 mit Beethovens 9. Sinfonie.
Franz Fischer starb 1918 im Alter von 68 Jahren in München.

## Grabstätte
Die Grabstätte von Franz Fischer befindet sich auf dem Alten Südlichen Friedhof in München (Gräberfeld 4 – Reihe 11 – Platz 3).